# Hexanol
Hexanol puede referirse a cualquiera de los siguientes compuestos orgánicos isoméricos con la fórmula C6H13OH:
| Estructura | Tipo       | Nombre IUPAC          | Punto de ebullición (°C) |
| ---------- | ---------- | --------------------- | ------------------------ |
|            | Primario   | 1-hexanol             | 158                      |
|            | Secundario | 2-hexanol             | 136                      |
|            | Secundario | 3-hexanol             | 135                      |
|            | Primario   | 2-metil-1-pentanol    | 147                      |
|            | Primario   | 3-metil-1-pentanol    | 152                      |
|            | Primario   | 4-metil-1-pentanol    | 151                      |
|            | Ternario   | 2-metil-2-pentanol    | 121                      |
|            | Secundario | 3-metil-2-pentanol    | 134                      |
|            | Secundario | 4-metil-2-pentanol    | 131                      |
|            | Secundario | 2-metil-3-pentanol    | 126                      |
|            | Ternario   | 3-metil-3-pentanol    | 122                      |
|            | Primario   | 2,2-dimetil-1-butanol | 137                      |
|            | Primario   | 2,3-dimetil-1-butanol | 145                      |
|            | Primario   | 3,3-dimetil-1-butanol | 143                      |
|            | Ternario   | 2,3-dimetil-2-butanol | 119                      |
|            | Secundario | 3,3-dimetil-2-butanol | 120                      |
|            | Primario   | 2-etil-1-butanol      | 146                      |